# Nuevo Cristo Rey
Nuevo Cristo Rey är en ort i Mexiko.   Den ligger i kommunen Francisco León och delstaten Chiapas, i den sydöstra delen av landet, 700 km öster om huvudstaden Mexico City. Nuevo Cristo Rey ligger 695 meter över havet och antalet invånare är 258.
Terrängen runt Nuevo Cristo Rey är huvudsakligen kuperad. Nuevo Cristo Rey ligger uppe på en höjd. Runt Nuevo Cristo Rey är det ganska tätbefolkat, med 80 invånare per kvadratkilometer. Närmaste större samhälle är San Miguel la Sardina, 6,9 km sydväst om Nuevo Cristo Rey. I omgivningarna runt Nuevo Cristo Rey växer i huvudsak städsegrön lövskog.